# Национальное кладбище 18 мая
Национальное кладбище 18 мая (кор. 국립5·18민주묘지?, 國立5·18民主墓地?) — кладбище, на котором похоронены участники восстания в Кванджу. Построено правительством Южной Кореи в 1997 году в городе Кванджу. В годовщину восстания, горожане обычно посещают кладбище, чтобы почтить память погибших.

## История

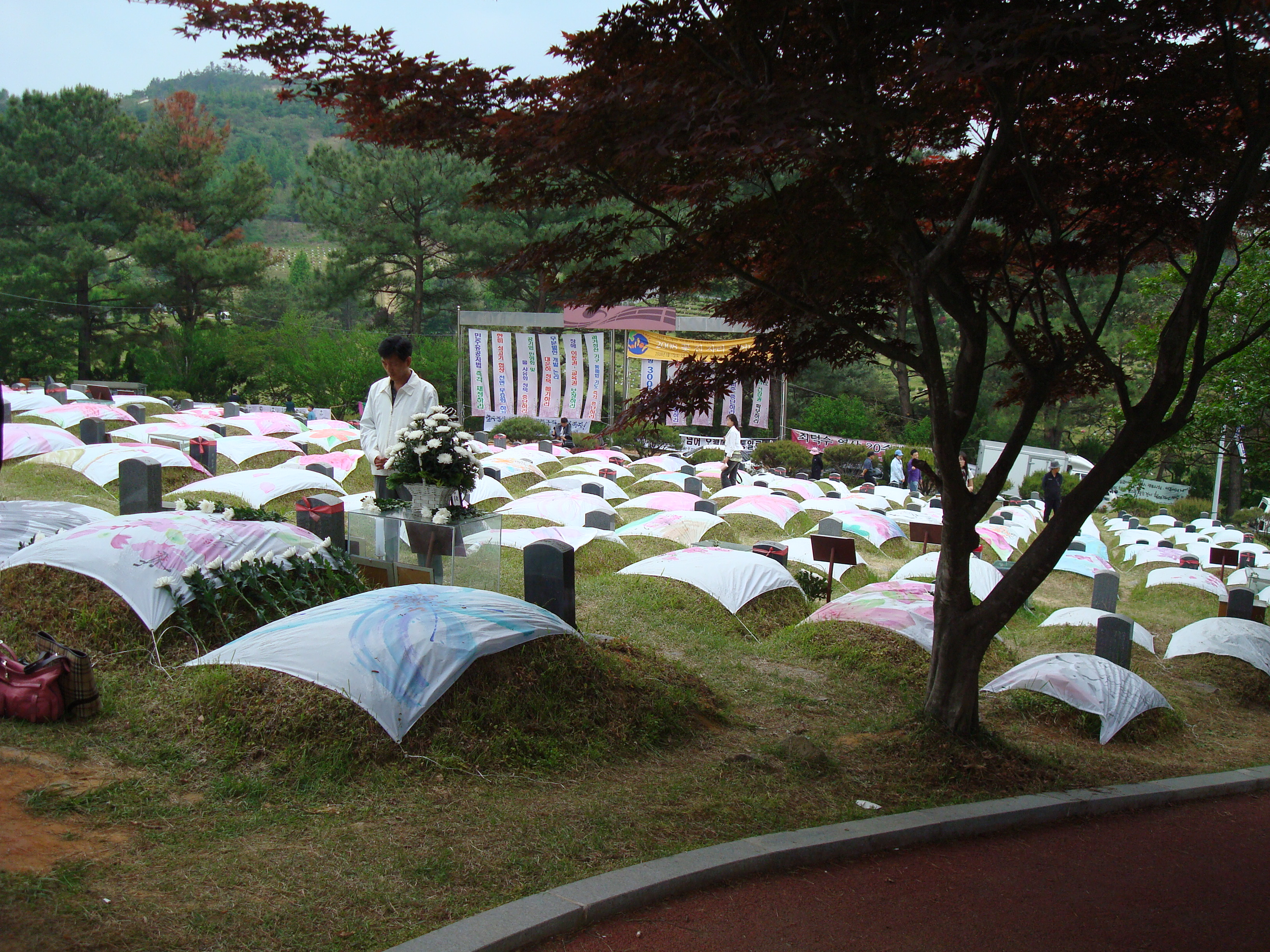
Кладбище Мангвеол-дон

Восстание в Кванджу, также известное как Восстание 18 мая, было демократическим движением в Южной Корее, направленным против правительства Чон Ду Хвана, которое жестоко подавляло граждан Кванджу.
Предыдущее кладбище 18 мая, или «Кладбище Мангвеол-дон» (구묘역), было местом захоронения тех, кто погиб во время восстания 18 мая и последующих демократических движений. Число похороненных там увеличивалось ещё в течение 17 лет, тела доставили на кладбище на мусоровозах. Из-за репутации кладбища как Мангвеол-дон, «святой земли для демократии», военные планировали разрушить кладбище. Эти планы так и не были реализованы.
После демократизации Кореи в 1993 году был объявлен план создания Национального кладбища, что положило начало Новому национальному кладбищу в честь Демократического восстания 18 мая. При администрации Ким Ён Сама возникло движение за превращение Национального кладбища 18 мая в демократическую святыню. Строительство началось в ноябре 1994 года, а новое кладбище было открыто в мае 1997 года. Тела с кладбища Мангвеол-дон были эксгумированы и повторно захоронены на новом месте, а старое кладбище было восстановлено в прежнем состоянии. Указом президента Ким Дэ Чжуна от 27 июля 2002 года новому кладбищу был присвоен статус национального кладбища, а 30 января 2006 года оно было переименовано в Национальное кладбище Демократического восстания 18 мая. Ежегодные поминки проводятся каждую годовщину , на которых люди отдают дань уважения тем, кто умер, приходя как  на старое, так и на новое кладбища.

Тэрин Ассаф заметила, что
Два кладбища стали олицетворять два разных аспекта восстания: новое, призванное отобразить память о прошлых жертвах, и старое, как символ продолжающейся борьбы. Стоит заметить, что [мое] предположение проявляется в их наименовании. Приравнивание «нового» к «официальному» и «старого» к «неофициальному» помогает повлиять на представление о значении различных участников восстания, их месте в истории, их идеологиях и их наследии.

## Захоронения

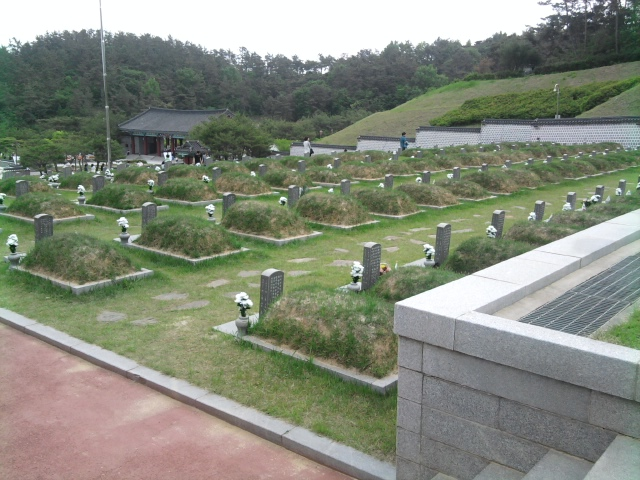
3-й ряд могил

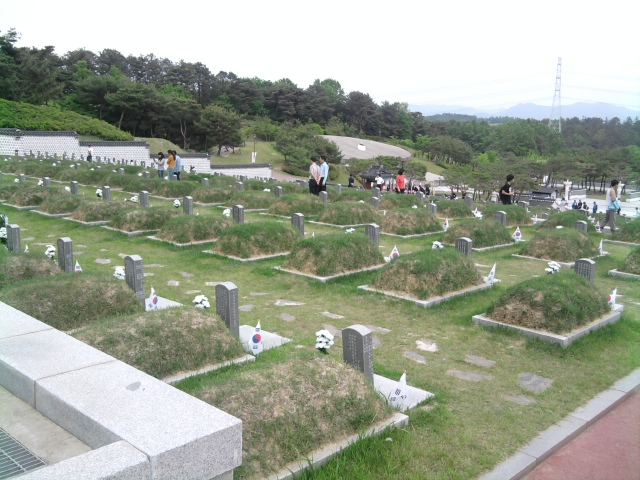
4-й ряд могил

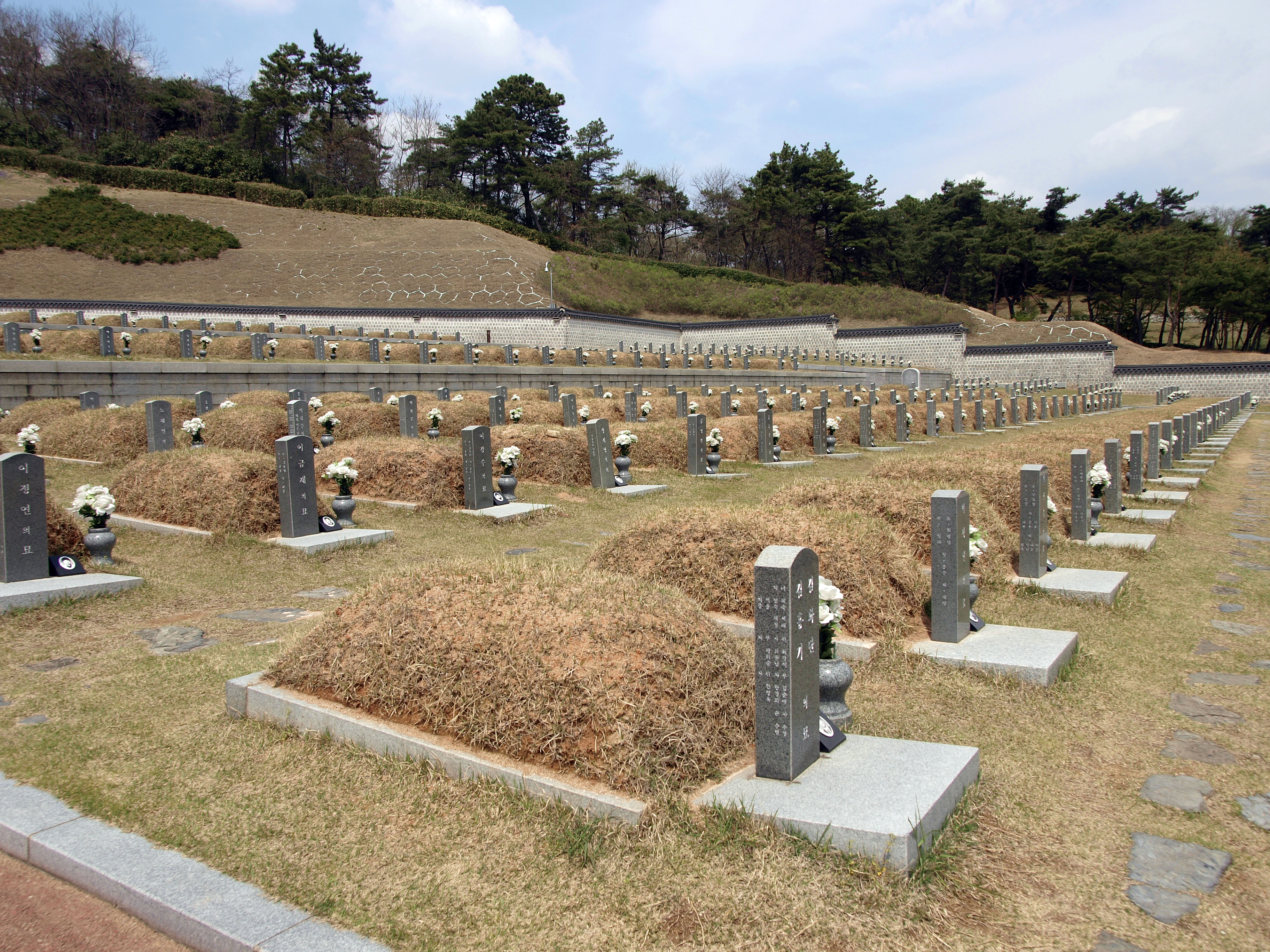
Могилы на Национальном кладбище 18 мая

- Вместимость захоронений: 784[9]
- Количество захоронений: 482[9]

### Известные захоронения

#### Старое кладбище (구묘역; 舊墓域)
- Ли Чуль Гю[кор.]; Родился в округе Чансон, получил образование в Университете Чосон[англ.]. Он погиб во время восстания в Кванджу, хотя точные обстоятельства его смерти неизвестны.
- Ли Хан Ёль; Родился в 1966 году в округе Хвасун провинции Чолла-Намдо. Активист демократического движения.[10] Он был смертельно ранен во время Июньской борьбы 10 июня перед университетом Ёнсе. Его смерть вызвала дальнейшие протесты.[11]
- Кан Кён Дэ[кор.]; Студент-активист, погибший в 1991 году во время демонстрации против военной диктатуры.[12]
- Кван Хён Пак[кор.]; Студенческий лидер и активист из Университета Чоннам[англ.].[13]

#### Новое кладбище (신묘역; 新墓域)
- Юн Сан Вон[англ.] и Пак Ги Сун[кор.]; Представители ополчения во время восстания в Кванджу.[14]

## Памятники и мемориалы

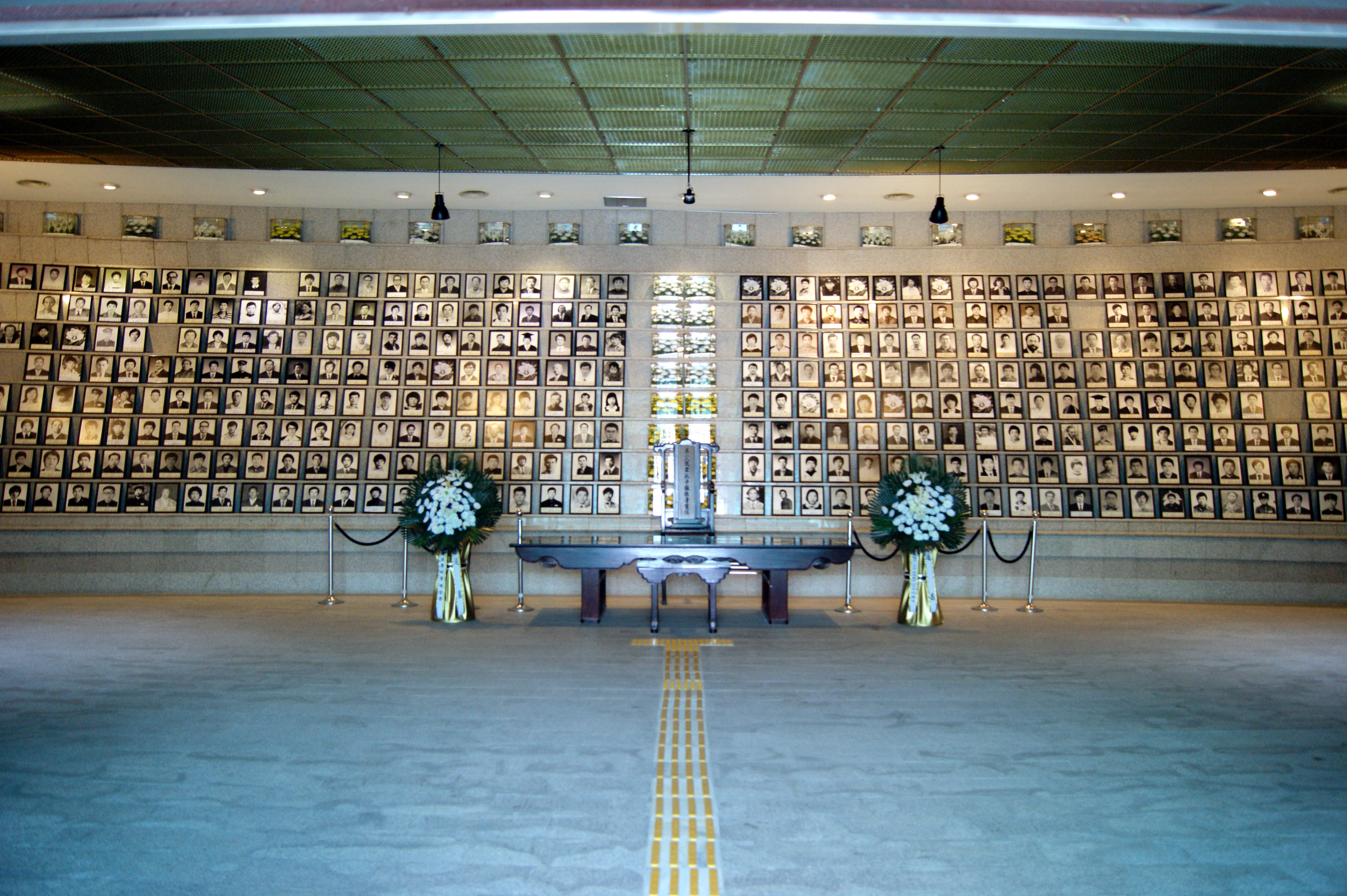
Мемориальный зал

### Мемориал памяти 18 мая
Мемориал состоит из двух параллельных колонн высотой 40 метров, построенных по традиционному корейскому дизайну «флагштока» (дан-ган-джи-джу). Этот памятник представляет концепции новой жизни, выживания и семян надежды. Рядом с центром колонн находится овальная скульптура, изображающая «воскрешение». Справа и слева от памятника расположены две бронзовые скульптуры под названием «Массовое сопротивление мая».

### Мемориальный зал
Мемориальный зал позволяет посетителям увидеть и с помощью интерактивной экспозиции пережить события Восстания 18 мая. Выставка включает в себя исторический отчет о восстании, дань уважения жертвам, виртуальный тур по важным вехам демократического движения и возможности для образовательных презентаций.

### Портретная башня
Это здание спроектировано в форме дольмена – традиционной гробницы, относящейся к доисторическому периоду. На стенах этого здания закреплены портреты тех, кто похоронен на Национальном кладбище 18 мая.

### Сынмору
Двухэтажное выставочное пространство с возможностью просмотра видеозаписей восстания в Кванджу.

### Холм Демократии
Мемориальный холм, на котором растут «Деревья демократии», символизирующие «волю всего корейского народа почтить память благородной жертвы» участников восстания.

### Ворота
На территории расположено несколько мемориальных ворот. У входа находятся Ворота Демократии, в которых находится гостевая книга. Ворота памяти усопших примерно в три этажа высотой. «Ворота в историю» содержат исторические фотографии и документальные видеофильмы.

### Искусство
Многочисленные статуи чтят жертв восстания и выражают надежду на мир и справедливость, в том числе Бронзовую статую вооруженного сопротивления и статую мирного и процветающего мира. Серия рельефных скульптур под названием «Семь сцен из истории» изображает историю сопротивления угнетению в Корее.

## Дальнейшее чтение
- Yea, Sallie (2000). Maps of Resistance and Geographies of Dissent in the Cholla Region of South Korea. Korean Studies. 24 (1): 69–93. doi:10.1353/ks.2000.0020. S2CID 133018074.